# Famille Ben Ammar
Pour les articles homonymes, voir Ammar.
Cette page explique l’histoire ou répertorie les différents membres de la famille Ben Ammar.
Le nom de Ben Ammar est porté par plusieurs grandes familles tunisiennes.
L'une d'elles est une famille appartenant à la notabilité tunisoise descendante de deux frères, Salah et Ahmed Ben Ammar, caïds-gouverneurs et commandants de régiments de cavalerie berbère (agha des Zouaouas et bach-hamba) sous le règne d'Hammouda Pacha Bey et alliés du ministre mamelouk Youssef Saheb Ettabaâ ; ces deux frères sont originaires de la tribu makhzen des Charin vivant dans la région du Kef. La famille compte plus tard des dignitaires du makhzen beylical et de grands propriétaires terriens au XIXe siècle. Au XXe siècle, une Ben Ammar épouse le président Habib Bourguiba alors que d'autres membres occupent des postes importants.
Parmi ses membres figurent :
- Wassila Bourguiba (1912-1999), première dame de Tunisie
- Mondher Ben Ammar (1917-2004), homme politique
- Radhia Haddad (1922-2003), militante
- Hassib Ben Ammar (1924-2008), homme politique
- Hélé Béji (1948- ), écrivain tunisienne
- Hammouda Ben Ammar (1948- ), homme d'affaires et personnalité du football tunisien
- Tarak Ben Ammar (1949- ), producteur de cinéma
- Mohamed Salah Ben Ammar (1955- ), médecin et ministre

Une autre famille tunisoise, originaire de Tripolitaine, est composée de grand propriétaires terriens installés à Tunis au début du XIXe siècle. Parmi ses membres notables figurent :
- Tahar Ben Ammar (1889-1985), homme politique
- Tawhida Ben Cheikh (1909-2010), médecin

Une troisième famille tunisoise, d'origine chérifienne, est installée à Tunis au XVIIIe siècle, en provenance de Seguia el-Hamra. Son fondateur, Zaraa Ibn Najim Al-Hindi Al-Cherif, possède un mausolée à Yanbu. Cette famille inclut :
- Mohammed Ben Ammar (1889-1972), juriste et magistrat
- Ridha Ben Ammar (1926-1979), figure du mouvement national, fils de Mohammed Ben Ammar
- Fadhel Ben Ammar (1932-2011), magistrat, fils de Mohammed Ben Ammar[réf. nécessaire]
- Sihem Bensedrine (1950- ), militante pour les libertés, petite-fille de Mohammed Ben Ammar
- Farouk Ben Ammar (1961- )[réf. nécessaire], docteur en ingénierie[2] et ancien conseiller du ministre de l'Éducation[3], petit-fils de Mohammed Ben Ammar[réf. nécessaire]